# Každá smůla jednou končí
Každá smůla jednou končí (v německém originále Frisch gepresst) je německá romantická filmová komedie z roku 2012. Natočila ji Christine Hartmann podle scénáře Dirka Ahnera na základě knižní předlohy Susanne Fröhlich. Pojednává o vystresované majitelce prodělávajícího obchůdku, která se rozhoduje mezi vztahem s drsňákem Gregorem a dobrákem Chrisem, zatímco zjistí, že je těhotná, neví však s kým. V hlavních rolích účinkovali Diana Amft, Tom Wlaschiha a Alexander Beyer. Německou a současně rakouskou premiéru měl film v distribuci společnosti Walt Disney 23. srpna 2012.

## Děj
Andrea Schnidtová je poněkud chaotická designérka, která dává přednost kariéře před rodinným životem a je zcela spokojená se svým bezdětným stavem, zato už by si ve svých 30+ letech ráda našla nějakého muže. Také její matka na ni stále tlačí v obavách, aby nedožila jako stará panna. Ani pracovně se příliš nedaří, Adrein obchůdek se spodním prádlem je zatížený dluhy. Po svém prvním rande s drsňákem Gregorem skončí v jeho posteli a po ranní kocovině se rozhodne soustředit raději zase na práci. Pak se ale objeví sympatický právník Chris, který by mohl vnést do jejího chaosu trochu pořádku. Andrea ovšem s překvapením zjistí, že je těhotná... a neví s kým.

## Postavy a obsazení
| Diana Amft      | Andrea Schnidtová, podnikající designérka |
| Tom Wlaschiha   | Chris                                     |
| Alexander Beyer | Gregor Fischle                            |
| Jule Ronstedt   | Sabine                                    |
| Sylvester Groth | Helgo                                     |
| Sunnyi Melles   | Franziska Schnidtová, Andreina matka      |

V českém znění pro HBO ústřední trojici namluvili Regina Řandová (Andrea), Ladislav Cigánek (Chris) a Luboš Ondráček (Gregor).